# Saint-Nizier-le-Bouchoux
Saint-Nizier-le-Bouchoux là một xã ở tỉnh Ain, vùng Auvergne-Rhône-Alpes thuộc miền đông nước Pháp.